# جنگل حفاظت‌شده ایری-سو
جنگل حفاظت‌شده ایری-سو (به لاتین: Iyri-Suu Forest Reserve) یک جنگل در قرقیزستان است که در استان نارین واقع شده‌است.